# Conducta (filme)
Conducta é um filme de drama cubano de 2014 dirigido e escrito por Ernesto Daranas. Foi selecionado como representante de Cuba à edição do Oscar 2015, organizada pela Academia de Artes e Ciências Cinematográficas.

## Elenco
- Armando Valdés Freire - Chala
- Alina Rodríguez - Carmela
- Silvia Águila - Raquel
- Yuliet Cruz - Sonia
- Amaly Junco - Yeni